# Prodiaphania brevitarsis
Prodiaphania brevitarsis är en tvåvingeart som beskrevs av Paramonov 1968. Prodiaphania brevitarsis ingår i släktet Prodiaphania och familjen parasitflugor. Inga underarter finns listade i Catalogue of Life.